# Vince Albert Cianci
Vince Albert Cianci, Jr., también conocido como Buddy Cianci (Cranston, Rhode Island; 30 de abril de 1941-Providence, 28 de enero de 2016), fue un político estadounidense y alcalde de Providence (Rhode Island) desde 1975 hasta 1984, y de nuevo entre 1991 y 2002. Fue el alcalde que más activo estuvo en sus funciones en Providence y uno de los más activos en la historia de Estados Unidos con un total de 21 años de servicio.
Cianci fue elegido dos veces alcalde de Providence. Al principio de su carrera fue fiscal del Estado en el Departamento de Justicia de Rhode Island. Cianci se vio obligado a dimitir de su cargo durante sus dos mandatos como alcalde debido a sus condenas por delitos graves. Su primera gestión terminó en 1984, cuando se declaró nolo contendere a los cargos que se le imputaban en relación con el secuestro y la tortura de un hombre que Cianci creía que tenía una relación sentimental con su ex mujer. Su segunda etapa como alcalde terminó cuando se vio obligado a dimitir tras ser condenado por un cargo de conspiración para el crimen organizado, y cumplió cuatro años en una prisión federal.
Cianci fue elegido alcalde por primera vez como candidato del Partido Republicano. Durante su mandato, se declaró independiente y, a partir de 2009, dijo que no tenía ninguna afiliación partidista. En su programa de radio de junio de 2014, Cianci anunció que se presentaría de nuevo a la alcaldía. Fue derrotado por el candidato demócrata Jorge Elorza en las elecciones de 2014.

## Vida familiar
Cianci creció en Laurel Hill, Cranston, Providence. Sus abuelos emigraron desde Roccamonfina, Italia, a inicios del siglo XX, y tuvieron 13 hijos. Su padre, Vincent, nació en 1900 y se hizo médico. En 1937 contrajo matrimonio con Esther Capobianco. Cianci tiene una hermana mayor.
En 1973, Cianci se casó con Sheila Bentley McKenna y se divorció en 1983. Fruto de su matrimonio, tuvo una hija, Nicole,que murió en 2012, y tres nietos, Olivia, Joseph y Julius.  Poco antes de morir Nicole, a principios de 2016, Cianci, de 74 años, anunció su compromiso con la modelo y actriz Tara Marie Haywood, que entonces tenía 30 años.

## Educación y servicio militar
Asistió al Moses Brown School, donde obtuvo su titulación universitaria en gobernación en la Universidad de Fairfield, un máster en ciencias políticas por la Universidad de Villanova y un doctorado de jurisprudencia en la Universidad de derecho de Marquette.
Desde 1966 hasta 1969 estuvo en el ejército de los Estados Unidos, donde sirvió como teniente de la policía militar y en la Reserva, derechos civiles hasta 1972.

## Carrera temprana de derecho
En 1967 fue admitido en el Colegio de abogados de Rhode Island, en 1969 se inscribió como ayudante especial del fiscal general, y en 1973 se hizo fiscal general del departamento anticorrupción, posición que mantuvo hasta su primera elección como alcalde en 1974.

## Carrera política
En otoño de 1974, Cianci dirigió la campaña anticorrupción contra el entonces alcalde Joseph Doorley. Tuvo la ayuda de los demócratas, que descontentos con la administración de Doorley. Fue el primer alcalde de ascendencia italiana de la localidad en acabar con la hegemonía irlandesa de los demócratas. También fue el más joven en ser electo, con 33 años, y el primer alcalde republicano de Providence desde la Gran Depresión. Cianci era conocido por su gran carisma y sus apariciones políticas. Solía asistir con frecuencia a celebraciones, bodas, eventos públicos y barbacoas en su vecindario, dando lugar a chistes sobre él durante su legislatura como alcalde. Vecinos de Providence llegaron a agradecer su gestión económica y revitalización de la economía e imagen.
Durante sus primeros años, Cianci y sus aliados de la Consejería de Providence tuvieron sus desencuentros con aquellos que reprobaron la gestión de Cianci; los presupuestos fueron una de las principales razones. A mediados de los 70, se vio a sí mismo como una estrella emergente en el Partido nacional republicano. Después de ser presentado por Bob Dole, hizo un discurso ante la convención republicana en 1976. Habló como el primer vicepresidente italoestadounidense. Cianci fue considerado en serio para ocupar un asiento en el gabinete federal en la futura administración de Gerald Ford, el cual fue elegido en 1976. Tras la derrota presidencial frente a Jimmy Carter, intentó presentarse al senado por su cuenta, al resaltar que el hecho de ser del partido republicano iba a "sobrevivir" en el nordeste, podría permitirle el hacerse con los votantes étnicos. Cianci debatió con John Chafee, al intentar hablar con él sobre su candidatura al senado y el conseguir la nominación republicana. Incluso se hizo candidato en 1980, perdiendo frente a J. Joseph Garrahy. Tras su derrota, abandonó el partido y en 1982 se hizo independiente.

## Documentales y trabajos biográficos
- BUDDY—The Rise and Fall of America's Most Notorious Mayor,  documental ganador de un Emmy, dirigido por Cherry Arnold y narrado por James Woods, se centra en la vida de Cianci.
- The Prince of Providence, novela escrita por Mike Stanton (ISBN 0-375-50780-9) detalla la vida de Cianci, desde su infancia hasta su condena pasando por la alcaldía.
- "Buddy" Cianci: The Musical, musical de Broadway creado por Jonathan Van Gieson y Mike Tarantino.

## En la cultura popular
- Actualmente está en preproducción una película escrita por David Mamet basada en la novela de Mike Stanton, The Prince Of Providence. Cianci será interpretado por Oliver Platt .
- En Padre de familia, su nombre es muy recurrente, el instituto al que estudia Meg y Chris Griffin se llama Buddy Cianci Jr.
- Realizó cameos en la serie Providence.